# Palmeiras de Goiás
Palmeiras de Goiás is een gemeente in de Braziliaanse deelstaat Goiás. De gemeente telt 22.798 inwoners (schatting 2009).

## Aangrenzende gemeenten
De gemeente grenst aan Campestre de Goiás, Cezarina, Guapó, Indiara, Jandaia, Nazário, Palminópolis, Santa Bárbara de Goiás en Turvânia.